# Anja Rubik
Anja Rubik (polska: Anna Helena Rubik), född 12 juni 1983 i Rzeszów i Polen, är en polsk modell. Hon är bosatt i New York.
Anja Rubiks mamma tyckte att Anja skulle passa in i modevärlden och skickade därför in ett par bilder på sin dotter till en modelltävling.
Hon började jobba redan som ung, men modellade bara när hon hade lov från skolan. Hon ville gå ut skolan och för att sedan börja jobba som modell på heltid.